# Fukatsu Kota
Kota Fukatsu (深津 康太 Fukatsu Kōta, sinh ngày 10 tháng 8 năm 1984 ở Chiba) là một cầu thủ bóng đá người Nhật Bản. Hiện tại anh thi đấu cho Machida Zelvia.
Fukatsu trước đây thi đấu cho Nagoya Grampus, Mito Hollyhock và Gifu ở J. League.

## Thống kê sự nghiệp câu lạc bộ
Cập nhật đến ngày 23 tháng 2 năm 2018.
| Thành tích câu lạc bộ | Thành tích câu lạc bộ | Thành tích câu lạc bộ | Giải vô địch | Giải vô địch | Cúp                   | Cúp                   | Cúp Liên đoàn | Cúp Liên đoàn | Khác    | Khác      | Tổng cộng | Tổng cộng |
| Mùa giải              | Câu lạc bộ            | Giải vô địch          | Số trận      | Bàn thắng    | Số trận               | Bàn thắng             | Số trận       | Bàn thắng     | Số trận | Bàn thắng | Số trận   | Bàn thắng |
| Nhật Bản              | Nhật Bản              | Nhật Bản              | Giải vô địch | Giải vô địch | Cúp Hoàng đế Nhật Bản | Cúp Hoàng đế Nhật Bản | J. League Cup | J. League Cup | Khác1   | Khác1     | Tổng cộng | Tổng cộng |
| --------------------- | --------------------- | --------------------- | ------------ | ------------ | --------------------- | --------------------- | ------------- | ------------- | ------- | --------- | --------- | --------- |
| 2003                  | Nagoya Grampus Eight  | J1 League             | 1            | 0            | 0                     | 0                     | 0             | 0             | -       | -         | 1         | 0         |
| 2004                  | Nagoya Grampus Eight  | J1 League             | 0            | 0            | 0                     | 0                     | 0             | 0             | -       | -         | 0         | 0         |
| 2005                  | Mito HollyHock        | J2 League             | 39           | 3            | 2                     | 1                     | -             | -             | -       | -         | 41        | 4         |
| 2006                  | Nagoya Grampus Eight  | J1 League             | 3            | 0            | 0                     | 0                     | 3             | 0             | -       | -         | 6         | 0         |
| 2006                  | Kashiwa Reysol        | J1 League             | 0            | 0            | 1                     | 0                     | 0             | 0             | -       | -         | 1         | 0         |
| 2007                  | FC Gifu               | JFL                   | 29           | 4            | 1                     | 0                     | -             | -             | -       | -         | 30        | 4         |
| 2008                  | FC Gifu               | J2 League             | 27           | 0            | 1                     | 0                     | -             | -             | -       | -         | 28        | 0         |
| 2009                  | Machida Zelvia        | JFL                   | 29           | 1            | -                     | -                     | -             | -             | -       | -         | 29        | 1         |
| 2010                  | Machida Zelvia        | JFL                   | 27           | 2            | 0                     | 0                     | -             | -             | -       | -         | 29        | 2         |
| 2011                  | Tokyo Verdy           | J2 League             | 17           | 1            | 0                     | 0                     | -             | -             | -       | -         | 17        | 1         |
| 2012                  | Tokyo Verdy           | J2 League             | 32           | 3            | 0                     | 0                     | -             | -             | -       | -         | 32        | 3         |
| 2013                  | Machida Zelvia        | JFL                   | 29           | 3            | -                     | -                     | -             | -             | -       | -         | 29        | 3         |
| 2014                  | Machida Zelvia        | J3 League             | 29           | 4            | -                     | -                     | -             | -             | -       | -         | 29        | 4         |
| 2015                  | Machida Zelvia        | J3 League             | 34           | 1            | 0                     | 0                     | -             | -             | 2       | 0         | 36        | 1         |
| 2016                  | Machida Zelvia        | J2 League             | 13           | 1            | 0                     | 0                     | –             | –             | –       | –         | 13        | 1         |
| 2017                  | Machida Zelvia        | J2 League             | 31           | 0            | 0                     | 0                     | –             | –             | –       | –         | 31        | 0         |
| Tổng                  | Tổng                  | Tổng                  | 340          | 23           | 5                     | 1                     | 3             | 0             | 2       | 0         | 350       | 24        |

1Bao gồm J2/J3 Playoffs.